# Pandalopsis
Genre
Pandalopsis est un genre (non accepté par WoRMS) de crustacés décapodes (crevettes).

## Liste des espèces
Selon ITIS (21 janvier 2021) :
- Pandalopsis aleutica M. J. Rathbun, 1902
- Pandalopsis ampla Bate, 1888
- Pandalopsis dispar M. J. Rathbun, 1902 ou Pandalus dispar (Rathbun, 1902), crevette à flancs rayés
- Pandalopsis japonica Balss, 1914
- Pandalopsis longirostris M. J. Rathbun, 1902
- Pandalopsis lucidirimicola Jensen, 1998